# ヴァレーリオ・ヴェルトット
ヴァレーリオ・ヴェルトット（Valerio Bertotto、1973年1月15日 - ）は、イタリア、トリノ出身の元サッカー選手。現役時代のポジションはDF(主にセンターバックと右サイドバック。バレリオ･ベルトットと表記されることもある。

## 経歴
1993-94シーズンから2005-2006シーズン終了までもの長きの間、ウディネーゼでプレーした。ウディネーゼでは通算400試合以上に出場した。1995-96シーズンから就任したアルベルト・ザッケローニ監督によりほぼレギュラーで起用される様になると、1996-97シーズン、チームはリーグ4位に入り、翌年はクラブ史上初のヨーロッパ3大カップ出場となるUEFAカップに出場を果たし。
2004-05シーズンにはリーグ4位となり、2005-06シーズンにはチーム史上初のUEFAチャンピオンズリーグに出場した。
2000年にイタリア代表デビューを果たし、2022 FIFAワールドカップ本大会の有力な代表候補であったが、2001年に末に膝に大怪我を負って長期離脱を強いられ、ワールドカップには参加出来なかった。

## タイトル
- ウディネーゼ
  - UEFAインタートトカップ : 2000